# Спадщина (село)
Спа́дщина — село в Україні, в Путивльському районі Сумської області. Населення становить 106 осіб. До 2018 орган місцевого самоврядування — Сафонівська сільська рада.

## Географія
Село Спадщина знаходиться в 1,5 км від правого берега річки Сейм. На відстані 1 км розташоване село Сафонівка. Село розташоване навколо великого озера і оточене великим лісовим масивом урочище Спащине.

## Історія
12 червня 2020 року, відповідно до розпорядження Кабінету Міністрів України № 723-р «Про визначення адміністративних центрів та затвердження територій територіальних громад Сумської області», село увійшло до складу Путивльської міської громади.
19 липня 2020 року, в результаті адміністративно-територіальної реформи та ліквідації Путивльського району, увійшло до складу новоутвореного Конотопського району.

## Населення
Згідно з переписом УРСР 1989 року чисельність наявного населення села становила 139 осіб, з яких 60 чоловіків та 79 жінок.
За переписом населення України 2001 року в селі мешкали 104 особи.

### Мова
Розподіл населення за рідною мовою за даними перепису 2001 року:
| Мова       | Чисельність | Відсоток |
| ---------- | ----------- | -------- |
| українська | 99          | 93,40%   |
| російська  | 4           | 3,77%    |
| румунська  | 3           | 2,83%    |
| Усього     | 106         | 100%     |

## Пам'ятки
- Музей партизанської слави «Спадщанський ліс»